# Stadtmuseum Nordhorn
Das Stadtmuseum Nordhorn ist ein Museum zur Stadt- und Textilgeschichte der niedersächsischen Grenzstadt Nordhorn. Es verfügt über drei historische Ausstellungsorte in ehemaligen Gebäuden der einstigen Nordhorner Textilproduktion: den NINO-Hochbau, den Povelturm und die Alte Weberei Povel. An diesen drei Museumsorten erhalten Besucher Einblick in die Textilgeschichte, Textilkultur und die Stadtgeschichte der Stadt Nordhorn.

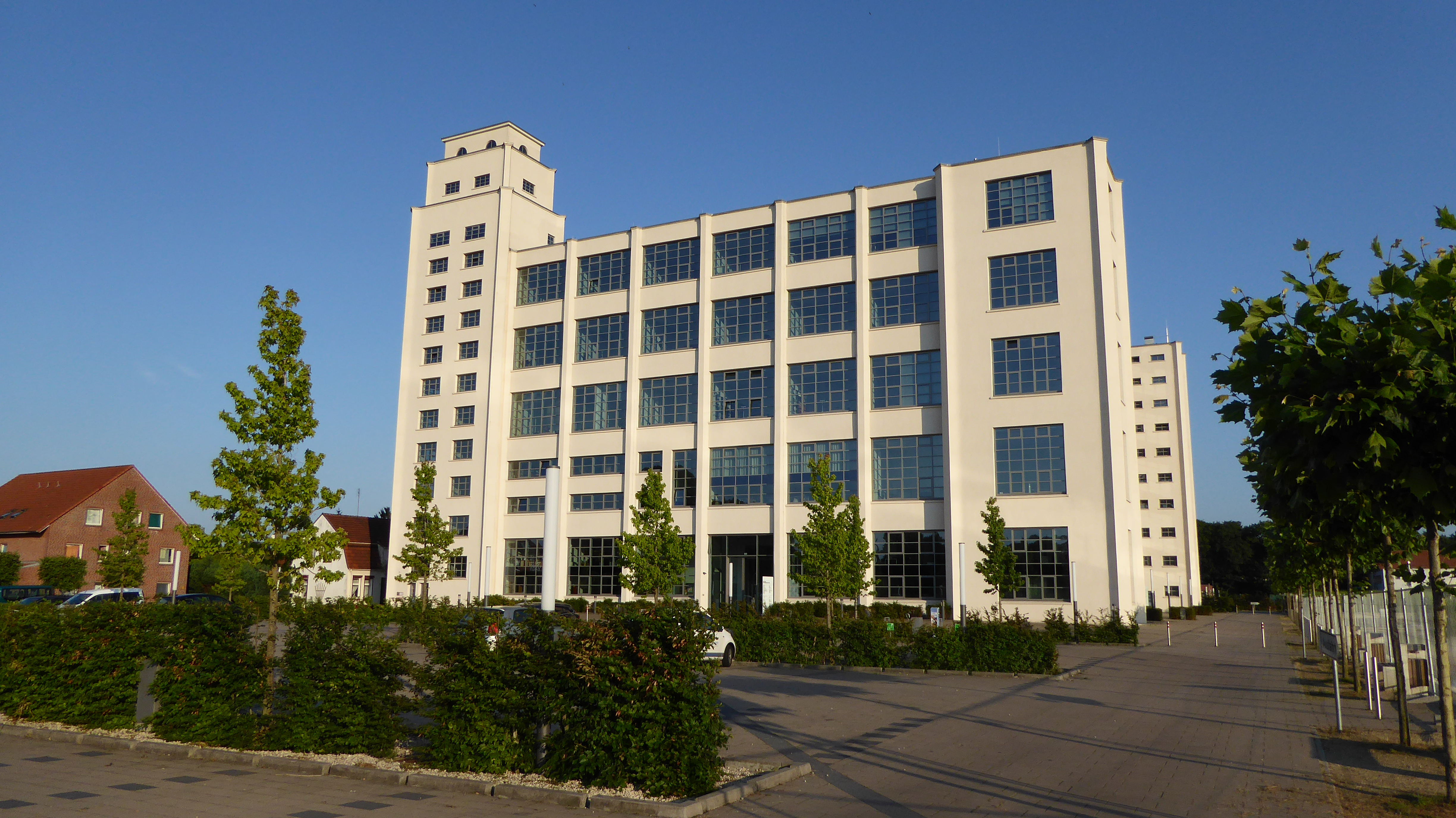
Stadtmuseum im NINO-Hochbau

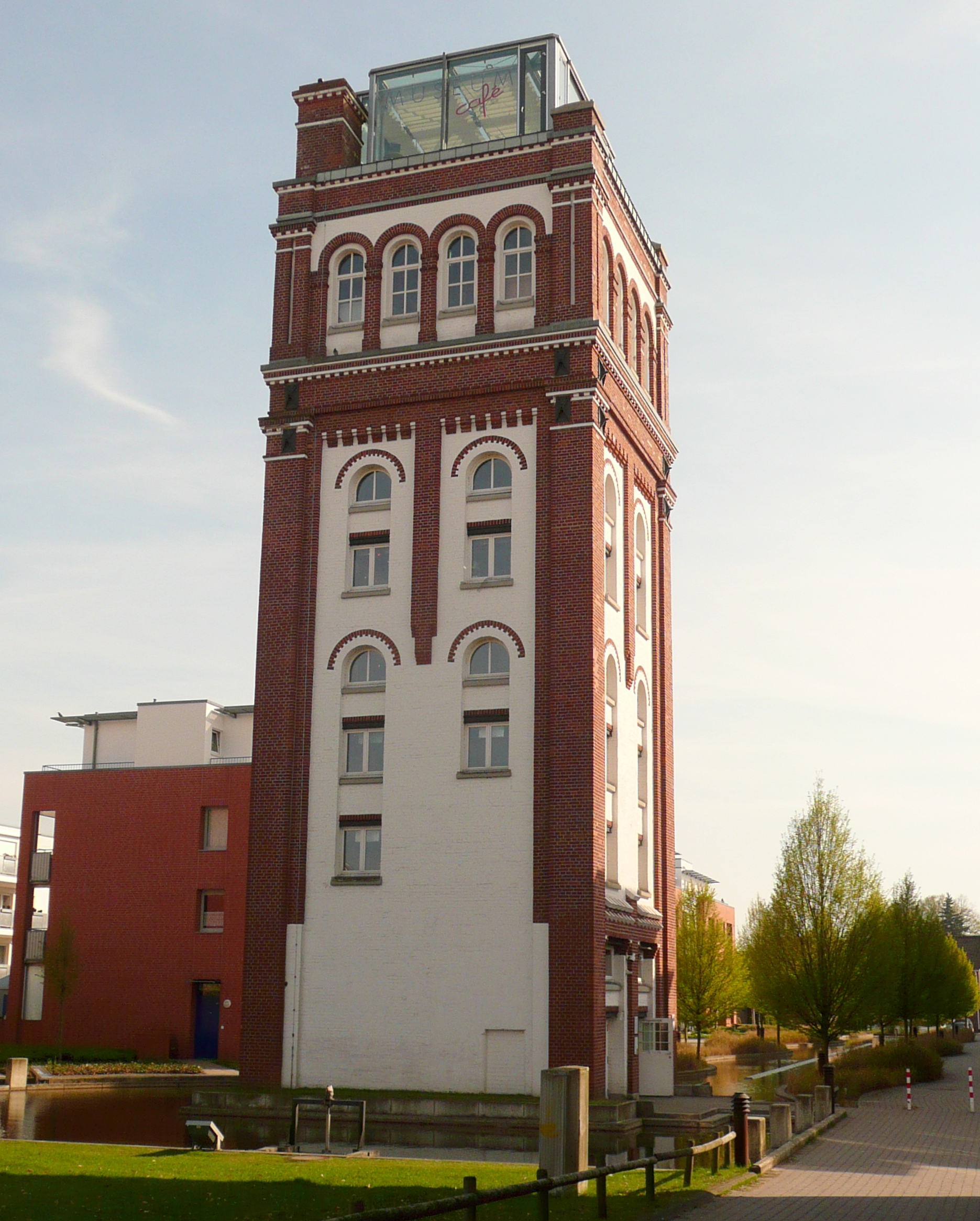
Stadtmuseum im Povelturm

## Standorte und Sammlungen

### Ausstellungsort 1: Der NINO-Hochbau
Die Textilgeschichte und Textilkultur des einstigen Textilzentrums Nordhorn finden ihren Ort in der im April 2011 eröffneten Dauerausstellung „Menschen, Mode und Maschinen“ im NINO-Hochbau. Der unter Denkmalschutz stehende ehemalige NINO-Spinnereihochbau wurde 2009 umfassend saniert und zu einem „Kompetenzzentrum Wirtschaft“ umgestaltet. Mit Mitteln der Stadt Nordhorn betreibt das Stadtmuseum im 1. Obergeschoss eine Ausstellungsfläche von 1.200 Quadratmetern.

### Ausstellungsort 2: Der Povelturm
Der ehemalige „Staub- und Wasserturm“ der Spinnerei Povel, erbaut 1906, wurde ebenfalls restauriert und umgebaut. Im Oktober 1996 eröffnete das Stadtmuseum Nordhorn hier eine erste Dauerausstellung. Das Stadtmuseum selbst wurde bereits 1994 im Auftrag der Stadt Nordhorn vom „Museumsvereins für die Grafschaft Bentheim e. V.“ gegründet. Die Wechselausstellungen führen auf eine Zeitreise durch die Stadtgeschichte Nordhorns im 19. und 20. Jahrhundert. Seit Mai 2015 befindet sich in den obersten Etagen die Cocktailbar „Hoch 5“.

### Ausstellungsort 3: Die Alte Weberei (Povel)
Die „Alte Weberei Povel“ aus dem Jahre 1950 ist eines der wenigen erhalten gebliebenen Gebäude auf dem Gelände der ehemaligen Textilfabrik Povel. 1999 wurde sie zum „Kulturzentrum Alte Weberei“ um- und ausgebaut. In den einstigen Räumlichkeiten des „Weberei-Vorwerks“ eröffnete das Stadtmuseum Nordhorn mit seiner „Museumsfabrik“ im September 1999 eine weitere Dauerausstellung.

### Die Sammlung des Stadtmuseums
Das Stadtmuseum verfügt über eine umfangreiche fotografische Sammlung zur Stadtgeschichte Nordhorns im 20. Jahrhundert. Hinzu kommen Sammlungsbestände zur textilen Industriefotografie, zur Modefotografie, zum Textildesign und zum textilen Marketing. Der Bestand „Industriefotografie“ enthält 20.000 Fotografien aus den Textilfabriken NINO, Povel und Rawe. Der Bestand „Modefotografie“ umfasst rund 80.000 Modefotografien, die im Zeitraum von 1950 bis 1990 vor allem für die NINO-Markenwerbung entstanden. Im Bestand „Textildesign“ finden sich über 1.000 historische Kleidungsstücke aus bei NINO, Povel und Rawe produzierten Stoffen, tausende von Stoffmustercoupons und 700 Musterbücher der zwischen 1911 und 1994 vertriebenen NINO-Hauskollektionen. Die Musterbücher dokumentieren rund 700.000 Stoffmuster aus der NINO-Fabrikation. Der Bestand „Textiles Marketing“ besteht aus einer Vielzahl von Kollektionskatalogen, Werbeplakaten, -filmen und -anzeigen, Modereportagen sowie Werbegeschenken. Hinzu kommt ein umfangreicher Bestand an historischen Illustrierten und Mode- und Frauenzeitschriften aus den Jahren 1950 bis 1980, darunter „Stern“, „Constanze“, „Brigitte“, „Film und Frau“, „Petra“ und „Burda-Moden“.

## Geschichte
Im Gründungsjahr 1994 verfügte das Stadtmuseum lediglich über Archiv- und Ausstellungsräume, jedoch über keine historischen Exponate. Mittlerweile besitzt das Stadtmuseum Nordhorn eine umfangreiche und stetig anwachsende Sammlung historischer Exponate. Unmittelbar nach dem Konkurs des einst größten Nordhorner Textilunternehmens NINO 1994 und der Einstellung der Produktion bei der Textilfabrik Rawe 2001 konnte das Stadtmuseum eine große Zahl von Materialien zur Textilgeschichte aus den Büros, Werkshallen und Firmenarchiven retten. Weitere Unternehmen, Institutionen und Vereine überließen wertvolle Objekte und viele Nordhorner Privatpersonen steuerten mit Erinnerungsstücken zur Sammlung des Museums bei.
Für die Einrichtung der Dauerausstellung im NINO-Hochbau standen dem Stadtmuseum rund 500.000 Euro zur Verfügung. Hauptförderer waren dabei die Niedersächsische Sparkassenstiftung und die Grafschafter Sparkassenstiftung mit einem Betrag von 200.000 Euro. Weitere Mittel kamen von der Stadt Nordhorn, der Stiftung Niedersachsen, dem Land Niedersachsen, dem Landkreis Grafschaft Bentheim und einer größeren Gruppe von Sponsoren aus der Grafschafter Wirtschaft. 2019 wurde das Museum mit dem Museumsgütesiegel des Museumsverbands Niedersachsen und Bremen e.V. ausgezeichnet.

## Dauerausstellungen

### Ausstellung 1: „Menschen, Mode und Maschinen“ – Textilgeschichte und Textilkultur im NINO-Hochbau

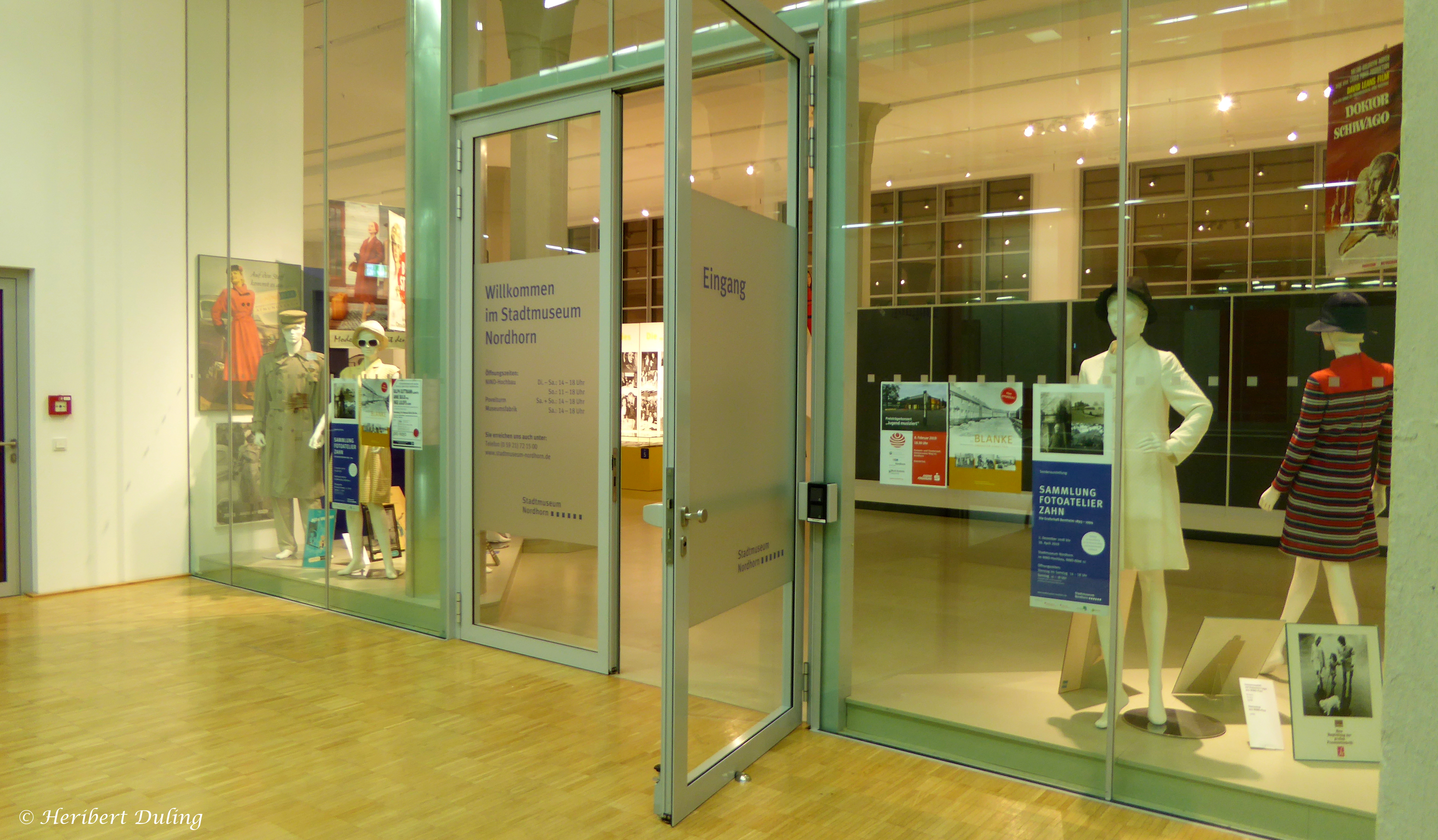
Eingang zum Textilmuseum

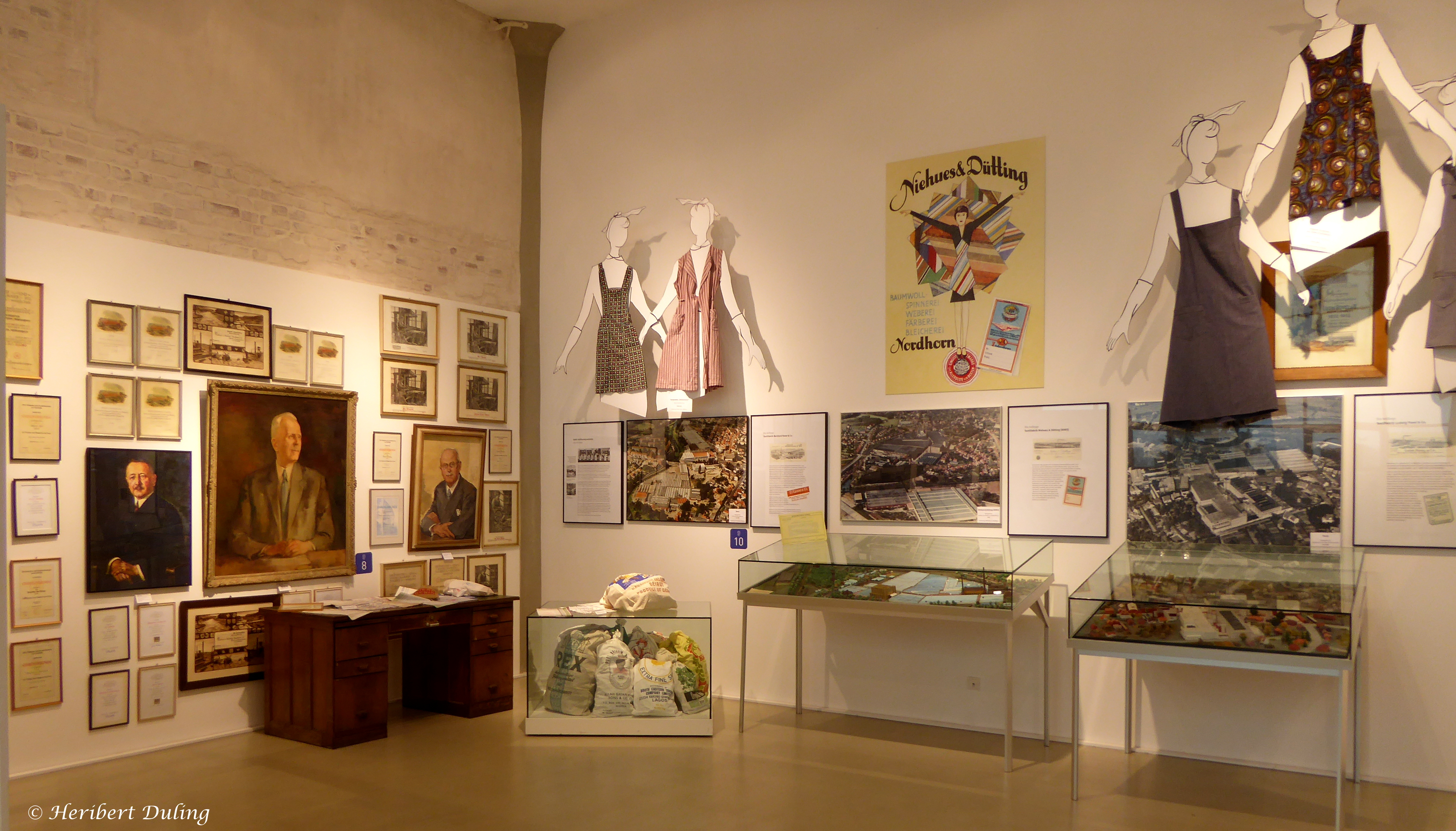
Ausstellung zur Nordhorner Textilgeschichte

Die Ausstellung erzählt exemplarisch die Textilgeschichte Deutschlands und Westeuropas. Zu sehen ist eine Auswahl aus rund 20.000 Industriefotografien, aus Film- und Fernsehreportagen, Betriebszeitschriften, Gemälde, Arbeitsurkunden, Dokumente und Memorabilia. Sie ermöglichen einen eindrucksvollen Rückblick in die Arbeitswelt der Textilwerker und die Wirtschaftsgeschichte des Textilzentrums Nordhorn. Bestandteil der Ausstellung sind auch die Aufnahmen bekannter Industriefotografen wie Rudolf Bulla, Charles Compére, Otto Steinert, Ferdinand Tesch, Alfred Tritschler, Charles Wilp und Paul Wolff.
„Menschen, Mode und Maschinen“ ist gleichzeitig eine Hommage an die Mode- und Werbewelt der Nordhorner Textilproduzenten. Eine Auswahl aus rund 100.000 Modefotografien, Modezeitschriften, Original-Kleidungsstücken aus NINO-, Povel- und Rawe-Stoffen, Musterbüchern und Mustercoupons, Kollektionskatalogen und Werbeartikeln aus der NINO-, Povel- und Rawe-Historie vereinen sich zu einer Zeitreise durch die von den Nordhorner Textilern inspirierte Modewelt der Nachkriegsjahrzehnte.
Viele der Modefotografien entstanden im Zuge der Markenwerbung für Kleidung aus NINO-Stoffen wie den berühmten „NINO-Flex-Mantel“. Sie illustrierten Modereportagen in Zeitschriften wie Vogue, Stern, Brigitte, Petra oder der 60er-Jahre-Jugendzeitschrift Twen. Von Bedeutung sind vor allem Fotostrecken von Modefotografen wie Helmut Newton, F. C. Gundlach, Guy Bourdin, Frank Horvat, Hans-Günther Kaufmann, Charlotte March, Christa Peters, Rico Puhlmann und Regina Relang. Hinzu kommen Fotos, auf denen einstige Star-Mannequins wie Ina Balke, Marie-Louise Steinbauer, Gloria Friedrich, Erika Schöning, Francoise Rubartelli oder Uschi Obermaier Kleidung aus NINO-, Povel- und Rawe-Stoffen präsentieren. Die Besucher erfahren zudem, dass berühmte Modedesigner wie Karl Lagerfeld, Daniel Hechter, Bessie Becker und Heinz Oestergaard einst Stoffdessins und Modellkleidung für das Textilunternehmen NINO entworfen haben.

### Ausstellung 2: Eine Zeitreise durch die Stadtgeschichte im Povelturm
Im Povelturm begeben sich Besucher in regelmäßigen Wechselausstellungen auf eine Zeitreise durch die Nordhorner Stadtgeschichte. Am Beispiel der Stadt Nordhorn greift die Ausstellung zentrale Stationen und Entwicklungen deutscher Geschichte auf. Als offenes Denkmal wird der Povelturm regelmäßig auch für Ausstellungen örtlicher Vereine und ehrenamtlicher Initiativen genutzt.

### Ausstellung 3: Die Museumsfabrik in der Alten Weberei

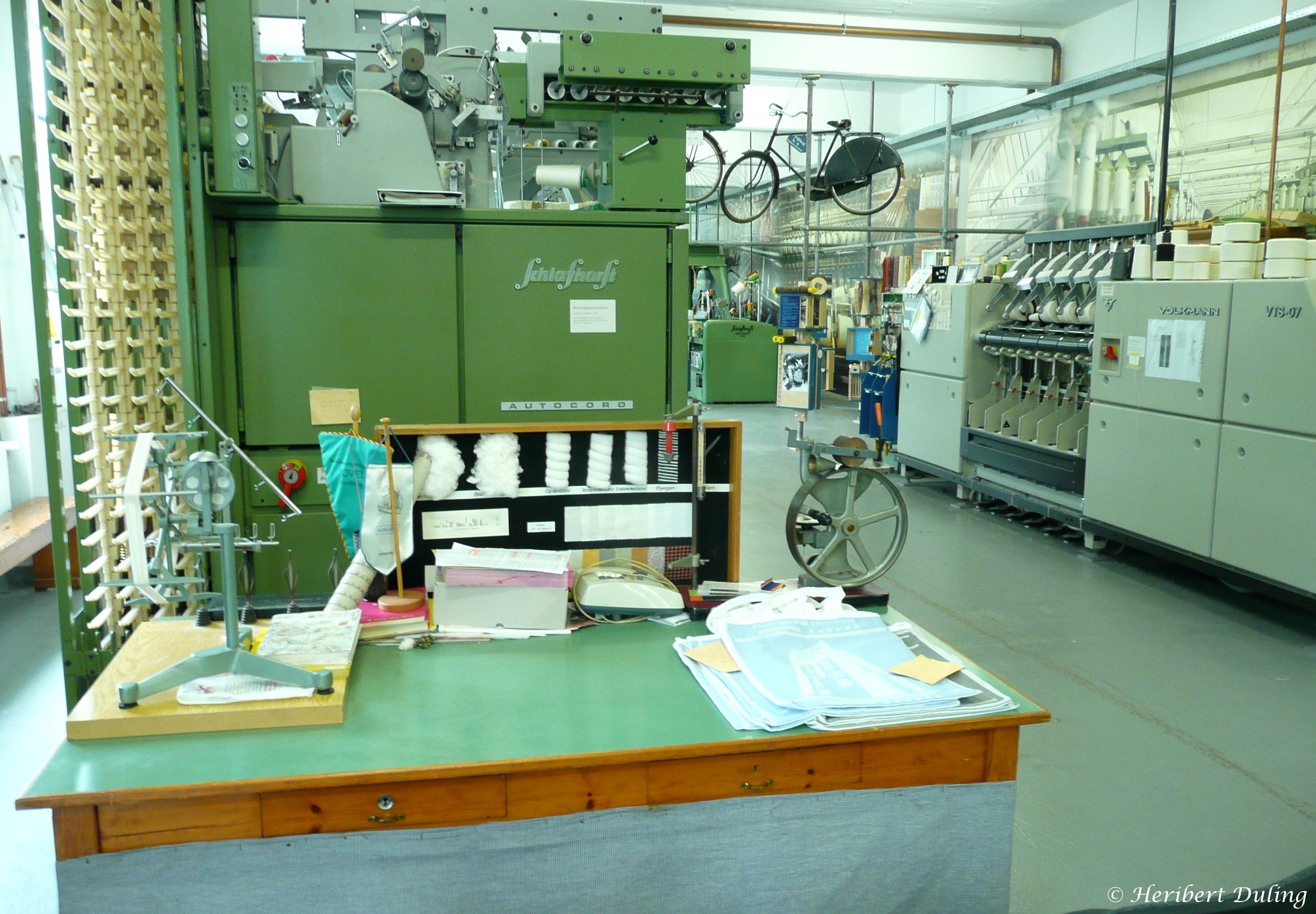
Museumsfabrik Alte Weberei

„Textilproduktion live“ ist das Motto der dritten Dauerausstellung des Stadtmuseums in der Museumsfabrik in der Alten Weberei. Hier zeigen ehemalige Textilwerker mit Hilfe funktionierender Textilmaschinen aus den früheren Fabriksälen den Besuchern den gesamten Produktionsgang einer Textilfabrik. Vorgeführt wird die Aufbereitung des Rohstoffes Baumwolle, die Herstellung eines Garnes in der Spinnerei und die Verarbeitung Tausender von Garnfäden zu einem Stoffgewebe in der Weberei.
In der Museumsfabrik befindet sich auch eine Collage des aus Nordhorn stammenden Londoner Künstlers Stefan Klimas: Der auf über 100 Quadratmeter Wandfläche aufgezogene Digitaldruck lässt die enormen Ausmaße der einstigen Fabrikhallen mit ihren lang gezogenen Maschinenstraßen erahnen.

## Sonderausstellungen
Das Stadtmuseum Nordhorn führt regelmäßig Sonderausstellungen und Veranstaltungen zur Stadt- und Textilgeschichte durch. In Auswahl waren das:
- F. C. Gundlach in Brasilien: Mode- und Reportagefotografie 1956–1969. Juni bis September 2014, in Zusammenarbeit mit der „Stiftung F. C. Gundlach“, Hamburg
- Oneway/Runway: Papierkleider zwischen Werbung und Modehype. Oktober 2015, in Zusammenarbeit mit „Seminar für Kulturanthropologie des Textilen“, TU Dortmund
- Christa Peters: Wiederentdeckung einer (fast) vergessenen Fotografin. Oktober 2016 bis März 2017
- Foto Heekeren. Nordhorner Bilder 1929–1977, Juli bis November 2017
- NINO 1999. Impressionen einer Industriebrache, August bis November 2018
- Sammlung Fotoatelier Zahn. Die Grafschaft Bentheim 1893–1994, Dezember 2018 bis April 2019
- Nordhorn einst und jetzt. Historische Stadtansichten im Vergleich zu heute, Juni bis September 2019
- Mit Vergangenheit in die Zukunft. Textiles Können in der Grafschaft Bentheim heute, September 2019-Februar 2020
- Poesie in Stahl. Weltkulturerbe Völklinger Hütte. Fotografien von Ferdinand Tesch, September 2020 bis August 2021
- SMALT-Podagristen, Tandem-Ausstellung mit dem Stedelijk Museum Coevorden, September 2021 bis März 2022
- Vom Kontor zum Großraumbüro. Textilarchitekturen in Nordhorn, April bis September 2022
- Der Alte Friedhof Gildkamp – Menschen, Geschichte, Natur, Erinnerung, November 2023 bis April 2024
- Grenzwege. Deutsch-niederländische Beziehungen in der Grafschafter Textilindustrie 1839–1990, November 2024 bis Mai 2025

## Museumspädagogische Programme
Das Stadtmuseum Nordhorn bietet allgemeine Führungen durch seine Ausstellungen und besondere Programme für Kinder und Jugendliche an. Hierbei kooperiert das Museum mit dem Gymnasium Nordhorn und der Kunstschule der Städtischen Galerie Nordhorn. Daneben versteht sich das Museum als Ort der Forschung. Fachbibliothek, Fotoarchiv und die Sammlung des Stadtmuseums stehen an Stadt- und Textilgeschichte Interessierten zur Verfügung.

## Museumsleitung
Von 1994 bis 2015 war der Nordhorner Historiker Werner Straukamp Leiter des Nordhorner Stadtmuseums. Seit 2016 leitet die Historikerin Nadine Höppner das Museum.